# All-trans-ノナプレニル二リン酸シンターゼ (ゲラニル二リン酸特異的)
all-trans-ノナプレニル二リン酸シンターゼ (ゲラニル二リン酸特異的)(all-trans-nonaprenyl-diphosphate synthase (geranyl-diphosphate specific))はユビキノンの合成に関わるプレニル基転移酵素の1つで、次の化学反応を触媒する酵素である。
ゲラニル二リン酸 + 7 イソペンテニル二リン酸 {\displaystyle \rightleftharpoons } 7 二リン酸 + all-trans-ノナプレニル二リン酸
組織名はgeranyl-diphosphate:isopentenyl-diphosphate transtransferase (adding 7 isopentenyl units)である。

## 分布
Micrococcus luteus（放線菌門）、イネ、ラットなどに存在している。